# Rheocricotopus bifasciatus
Rheocricotopus bifasciatus är en tvåvingeart som beskrevs av Wang och Zheng 1991. Rheocricotopus bifasciatus ingår i släktet Rheocricotopus och familjen fjädermyggor. Inga underarter finns listade i Catalogue of Life.